# Imane Merga
Imane Merga, född den 15 oktober 1988 i Tulu Bolo, är en etiopisk friidrottare som tävlar i medeldistanslöpning.
Merga deltog vid VM 2009 i Berlin där han slutade på fjärde plats på 10 000 meter på tiden 27.15,94. Han avslutade friidrottsåret med att vinna 5 000 metersloppet vid IAAF World Athletics Final 2009. Två år senare vann han Världsmästerskapen i terränglöpning i Punta Umbría och kom trea på 10 000 meter vid VM i Daeugu.

## Personliga rekord
Rekorden nedan är giltiga per den 2 september 2011.
- 5 000 meter - 12.53,58
- 10 000 meter - 26.48,35